# Disruptions
Disruptions är en novellsamling av den amerikanske författaren Steven Millhauser, utgiven 2023 av Alfred A. Knopf. Boken innehåller 18 berättelser som hör till genrerna psykologisk och magisk realism.

## Innehåll
I.
- "One Summer Night"
- "After the Beheading"
- "Guided Tour"
- "Late"

II.
- "The Little People"

III.
- "Theater of Shadows"
- "The Fight"
- "A Haunted House Story"
- "The Summer of Ladders"

IV.
- "The Circle of Punishment"
- "Green"
- "Thank You for Your Patience"
- "A Tired Town"

V.
- "Kafka in High School, 1959"

VI.
- "A Common Predicament"
- "The Change"
- "He Takes, She Takes"
- "The Column Dwellers of Our Town"